# 静電シールド
静電シールド（せいでんシールド）とは、帯電している物体が、帯電していない物体に静電誘導が起こるのを妨ぐための処理である。静電遮蔽ともいう。

## 概要
電子回路において、スイッチングノイズなどの影響を受けると静電誘導により部品または回路内の寄生容量が帯電（静電気として電荷を蓄積）する。その電荷がdI/dtでスパイク電流、あるいはｄV/dtでスパイク電圧として放電すると、素子（特にフォトカプラ内のLED）が誤動作する場合がある。静電シールドを用い、その部品または回路をアースした導体で囲み十分に大きい筐体へボンディングするか大地へ機能接地すると、外部からのEMIやノイズで帯電した電荷を大地へ逃がすことができ、誤動作を回避することができる。また、信号線（4-20mA制御電流など）と電力線が平行して配線されている場合、電力線にノイズが重畳（インバーターやPWM制御ではノイズ発生を抑えにくい）していると電力線から発生したEMIがそのまま信号線に誘導され、制御電流が乱れることがある。この場合、接地あるいは筐体へボンディングしたシールド線を用いると改善される。このシールド線は静電シールドの一つの形態である。

## 原理

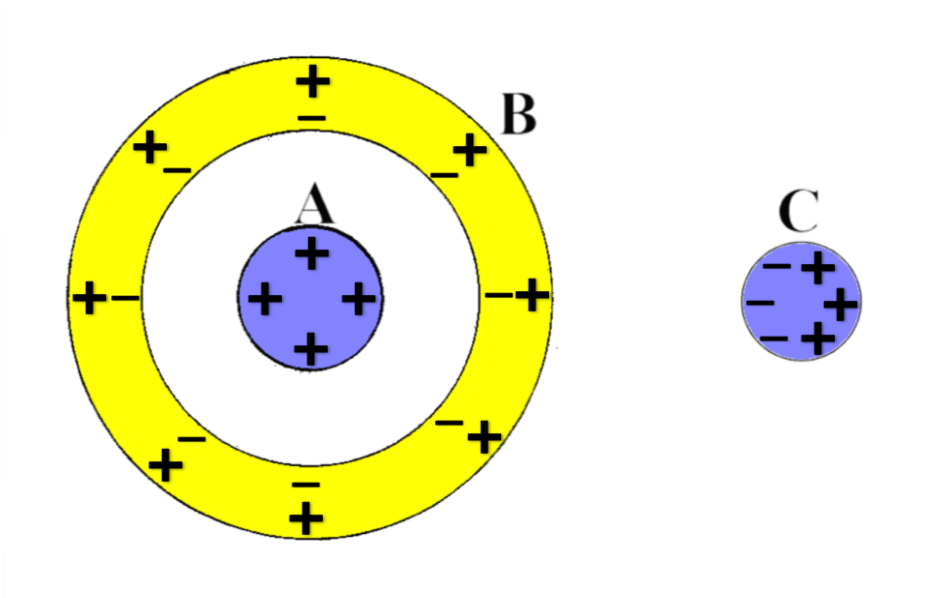
静電誘導

正に帯電した物体 A がある時、周囲を中空導体 B で囲むと、静電誘導により導体 B の内側には負の電荷が現れ、B の外側には正の電荷が現れる。さらに外側にある、もともと帯電していない物体 C は、B の外側に現れた正電荷により静電誘導を受けて、B に近い側に負の電荷が、遠い側に正の電荷が現れる。これは、物体 C が帯電した物体 A の影響を受けたことになる。

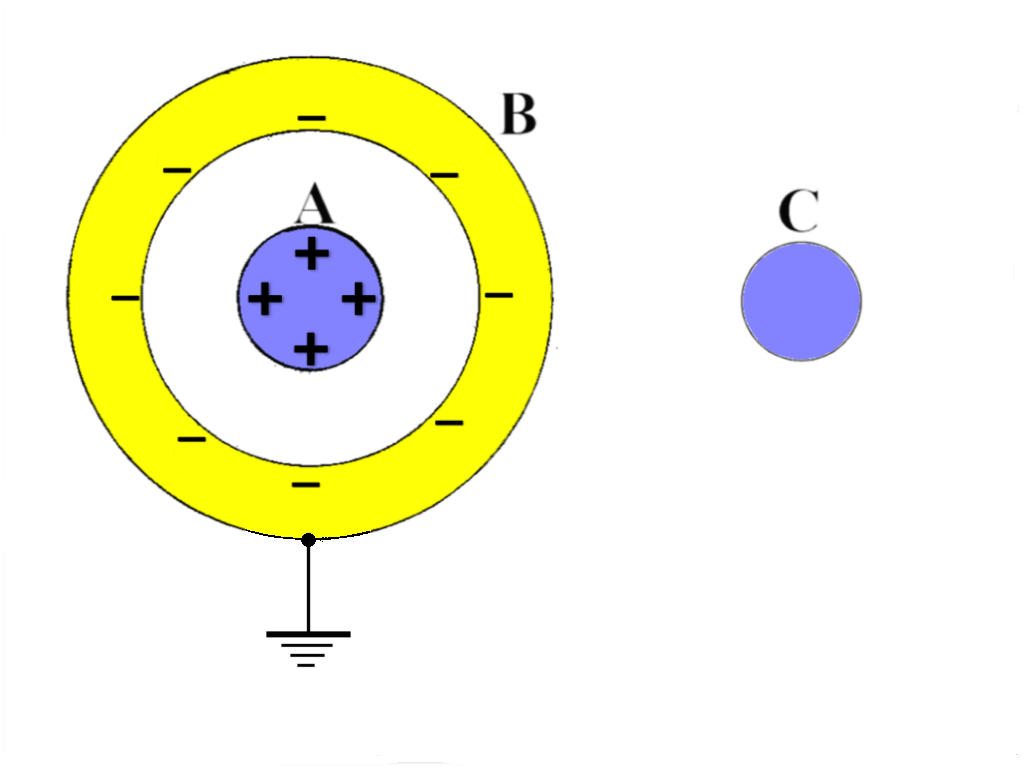
静電シールド

次に、導体 B をアースすると、B の外側に現れた正電荷が大地に流れて、B の外側の電荷はなくなる。すると、もともと帯電していない物体 C は、導体 B からの静電誘導を受けなくなる。もちろん、物体 C は帯電した物体 A の影響を受けていないことになる。